# Гюрс

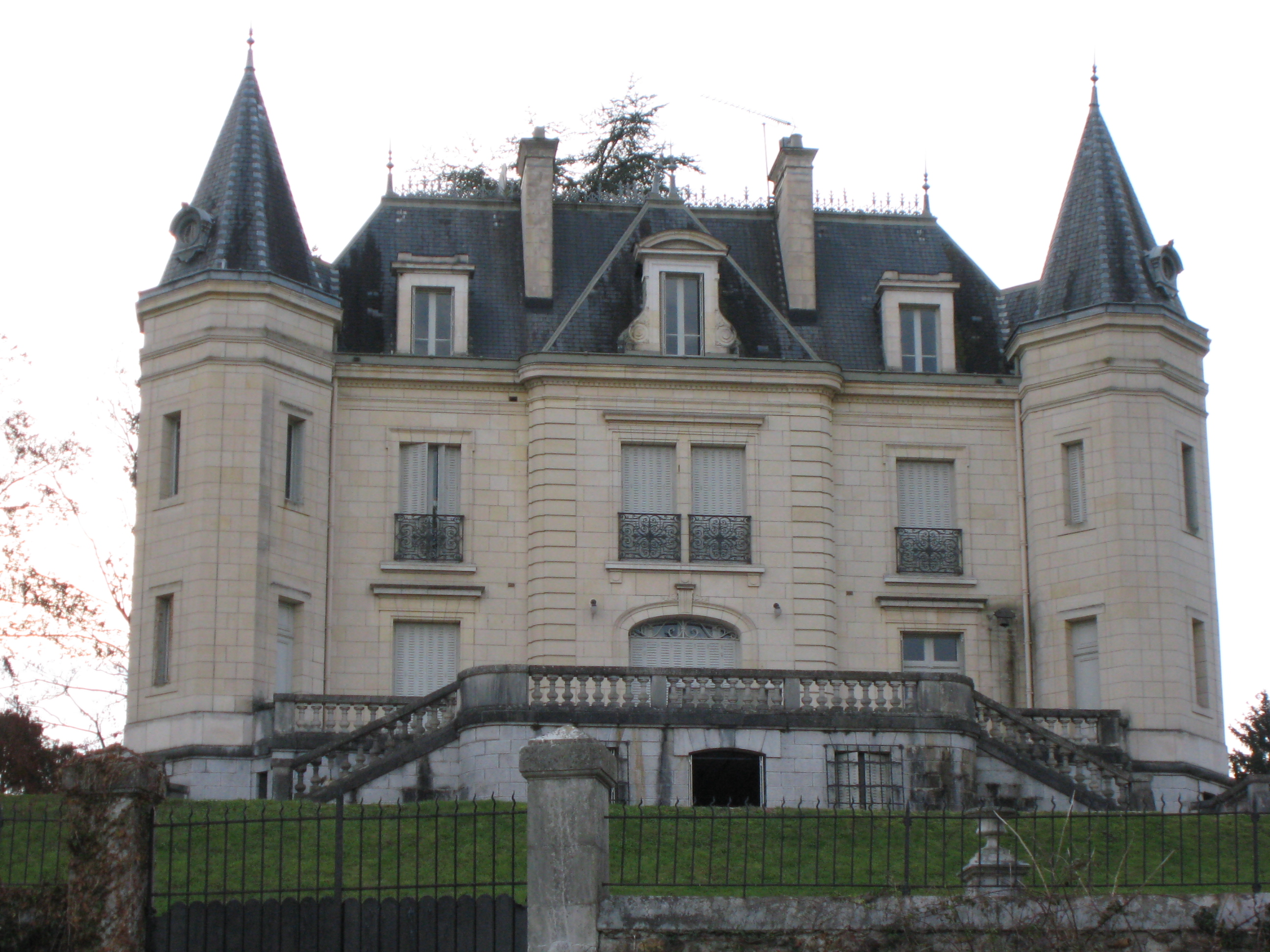
Шато-де-Гюрс (Гюрский замок)

Гю́рс (фр. Gurs) — коммуна во Франции, в регионе Аквитания, в департаменте Атлантические Пиренеи, кантон Кёр-де-Беарн.

## Географическое положение
Гюрс расположен между городами По и Байонной, в 16 км к северо-западу от муниципалитета Олорон-Сент-Мари и около 75 км от испанской границы.

## История

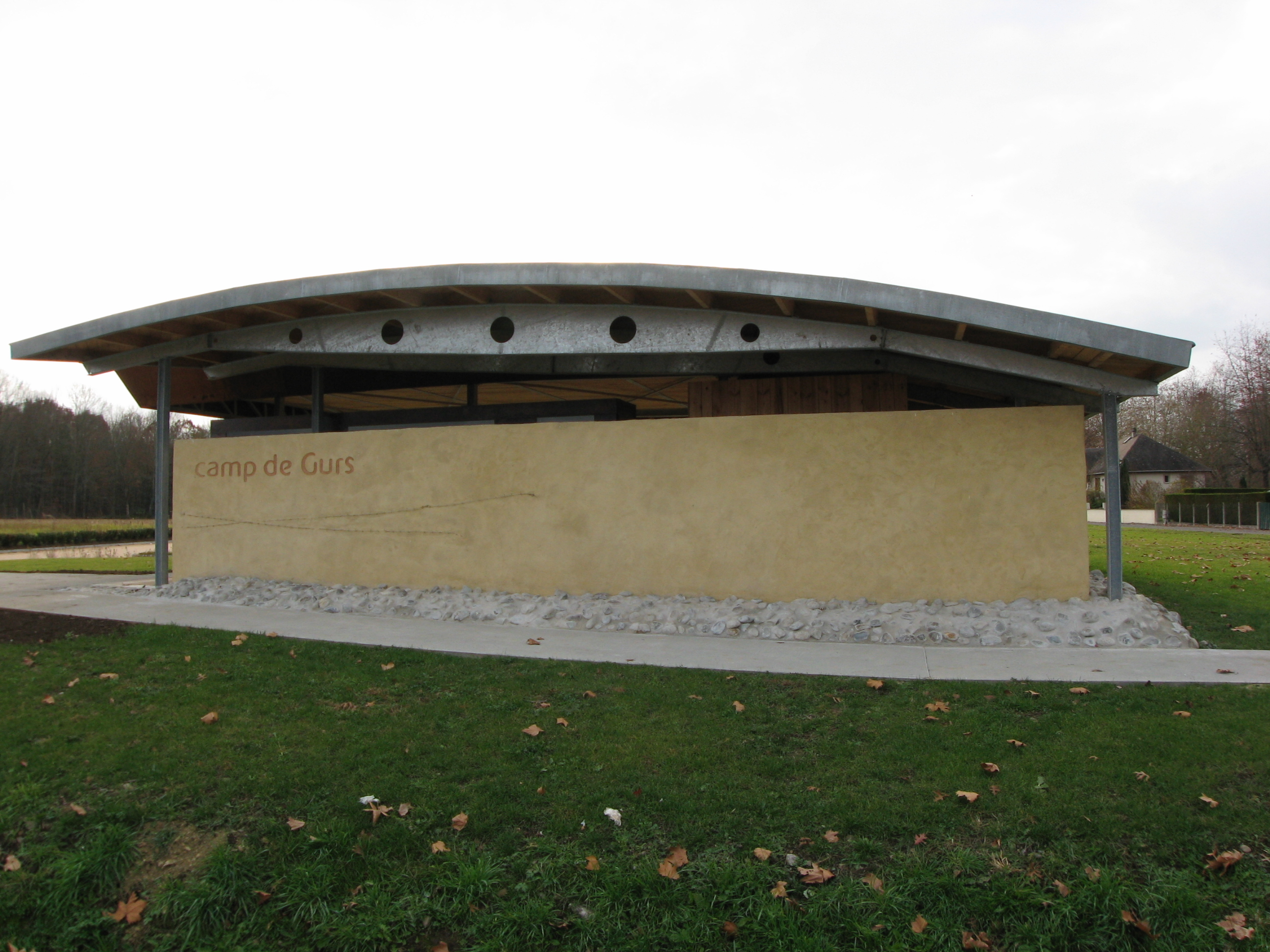
Мемориал Гюрс

Во время Второй мировой войны в Гюрсе был организован концентрационный лагерь для интернированных, находящийся в ведении режима Виши. 
Часть узников состояла из испанских беженцев, позднее он принимал многих евреев перед их отъездом в лагеря Дранси и Освенцим. В недавнем исследовании историк Джеки Тронель утверждает, что ещё до того, как служить местом интернирования для евреев, лагерь был также военной тюрьмой.
Среди известных узников концентрационного лагеря Гюрс были:
- Ханна Арендт
- Жан Амери
- Эрнст Буш, актёр
- Адриенна Томас, писательница
- Александр Кулишер
- Макс Лингнер
- Шарлотта Саломон

Могилы бойцов Испанской республики и Международной бригады волонтеров находятся справа от входа на кладбище.
В октябре 1940, на момент закрытия лагеря Санкт-Сиприен, 3858 мужчин были переведены в лагерь Гюрс. В основном, это были евреи.

## Экономика
Деятельность в основном сельскохозяйственная (сельское хозяйство и поликультуры).

## Климат
Климат Гюрса континентальный со значительной амплитудой температур по сезонам. Зима теплая с частыми осадками в виде мокрого снега, лето нежаркое.

## Достопримечательности
- Шато-де-Гюрс (замок в Гюрсе)
- Церковь Св. Мартина XIX века.